# 莫羅縣 (俄亥俄州)
莫羅縣（英語：Morrow County）是美國俄亥俄州中部的一個縣。面積1,055平方公里。根據美國2010年人口普查估計，共有人口34,827人。縣治芒特吉利阿德 (Mount Gilead)。
1848年3月1日置縣。縣名紀念第九任州長耶利米·莫羅 (Jeremiah Morrow)。美洲殖民前曾是美洲原住民的狩獵地。